# Coregonus muksun
Coregonus muksun és una espècie de peix de la família dels salmònids i de l'ordre dels salmoniformes.

## Morfologia
Els mascles poden atènyer 64 cm de llargària total i 13,8 kg de pes.

## Reproducció
És ovípar i enterra els ous en nius desprotegits.

## Distribució geogràfica
Es troba a Rússia: territoris àrtics entre els rius Khàtanga i Kolimà.

## Longevitat
Viu fins als 23 anys.